# Броссар, Жорж
Жорж Броссар (фр. Georges Brossard) — канадский энтомолог, популяризатор энтомологии, основатель Монреальского инсектария (фр. Insectarium de Montreal).

## Краткая биография
Родился в 1940 году в Ла Прейри (провинция Квебек, Канада). С 23 до 38 лет Броссар работал нотариусом, после чего оставил данное занятие. С 1978 года он начал путешествовать по миру, с большим энтузиазмом изучая и собирая насекомых.
В 1989 году, собрав энтомологическую коллекцию из более чем 250 000 образцов, он обратился к мэру Монреаля Жану Доре с предложением о создании инсектария. Заведение было открыто 7 февраля 1990 года. Руководить им Броссар стал вместе с Пьером Бурком, занимавшим на тот момент пост директора Монреальского ботанического сада.
Впоследствии Броссар основал ещё четыре инсектария, в том числе в Шанхае и ЮАР. С момента открытия инсектариума в Монреале, его коллекция благодаря экспедициям владельца увеличилась до 350 000 экземпляров.

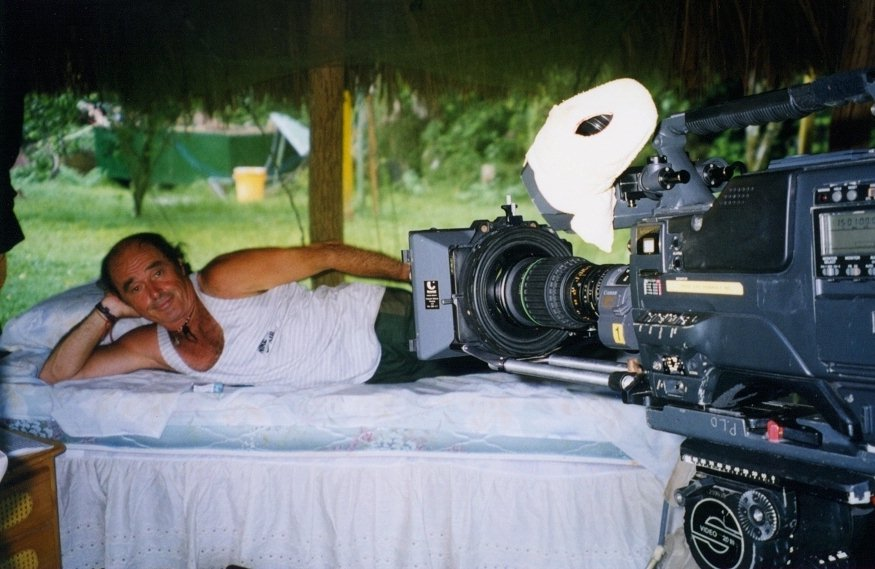
Жорж Броссар во время съемок документального фильма в Венесуэле.

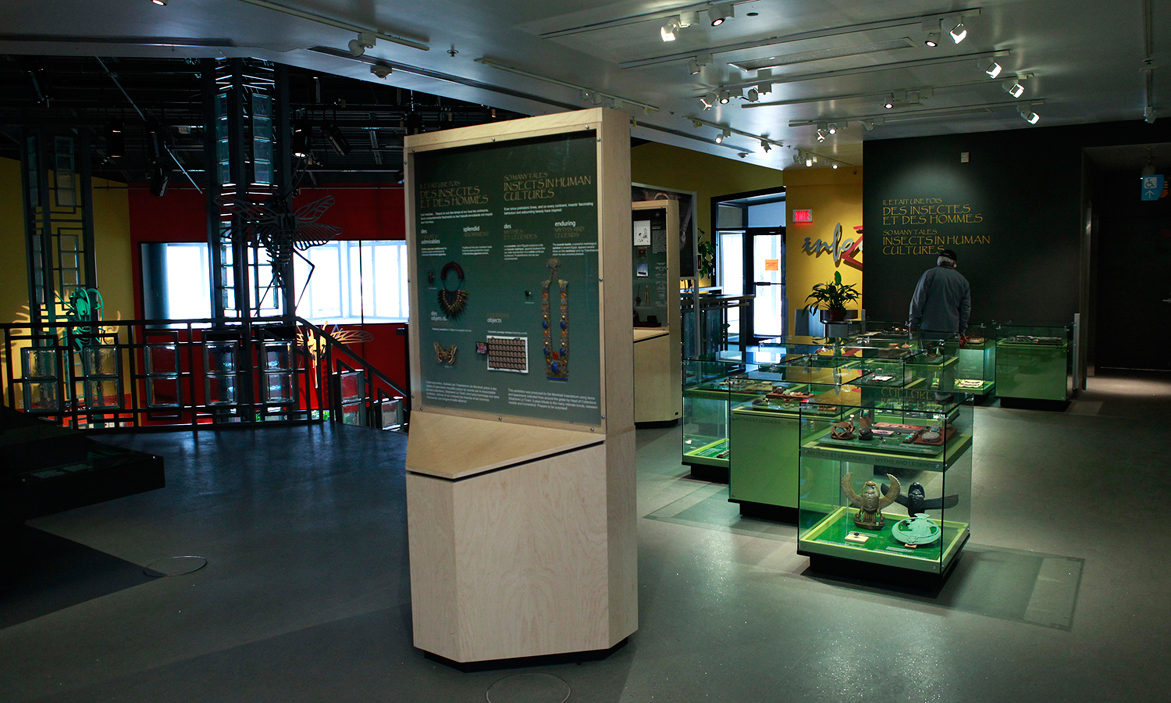
Один из выставочных залов Монреальского инсектария.

## Деятельность
Броссар — автор сценария и режиссёр двадцати эпизодов сериала «Mémoires d’insectes» (англ. Insect Diaries, рус. Дневники насекомых). С 1998 по 2000 год Броссар был создателем и ведущим документального телевизионного мини-сериала «Страсти по насекомым» (англ. Insectia), который транслировался по телеканалу Discovery Channel.
В 2004 году о Жорже Броссаре был снят художественный фильм «Голубая бабочка» (англ. The Blue Butterfly, режиссёр — Леа Пул). Фильм основан на реальных событиях из жизни Броссара, имевших место в 1987 году, когда он, работая в Детском фонде Канады, посетил Южную Америку с мальчиком, находящимся на последних стадиях развития рака. Ребёнок мечтал поймать бабочку морфо, которая согласно легендам местных жителей способна исцелять больных благодаря волшебным свойствам. Броссар пошёл на всё, чтобы помочь мальчику найти и поймать бабочку, а по возвращении в Квебек, рак, который медленно убивал ребенка, чудесным образом отступил. Роль Броссара исполнил известный американский актёр Уильям Хёрт.

## Награды
- 1999 год — награждён Орденом Канады
- Золотая юбилейная модель Королевы Елизаветы II (англ. Queen Elizabeth II Golden Jubilee Medal)
- Медаль Луи Риеля (Louis-Riel Medal)
- Награда Энтомологического общества Квебека
- Почетная докторская научная степень Университета Квебека
- Докторская научная степень Университета Макгилла
- 2006 год — удостоен степени «Рыцаря» Национального ордена Квебека

## Животные, названные в честь Жоржа Броссара
- Eupholus brossardi (2010) — вид жуков-долгоносиков из Папуа-Новой Гвинеи[6].
- Ornithoptera victoriae epiphanes f. brossardi (Deslisle, 1995) — форма подвида epiphanes птицекрылки королевы Виктории[7]